# Townsendia fiebrigii
Townsendia fiebrigii là một loài ruồi trong họ Asilidae. Townsendia fiebrigii được Bezzi miêu tả năm 1909. Loài này phân bố ở vùng Tân nhiệt đới.